# Villarsel-le-Gibloux

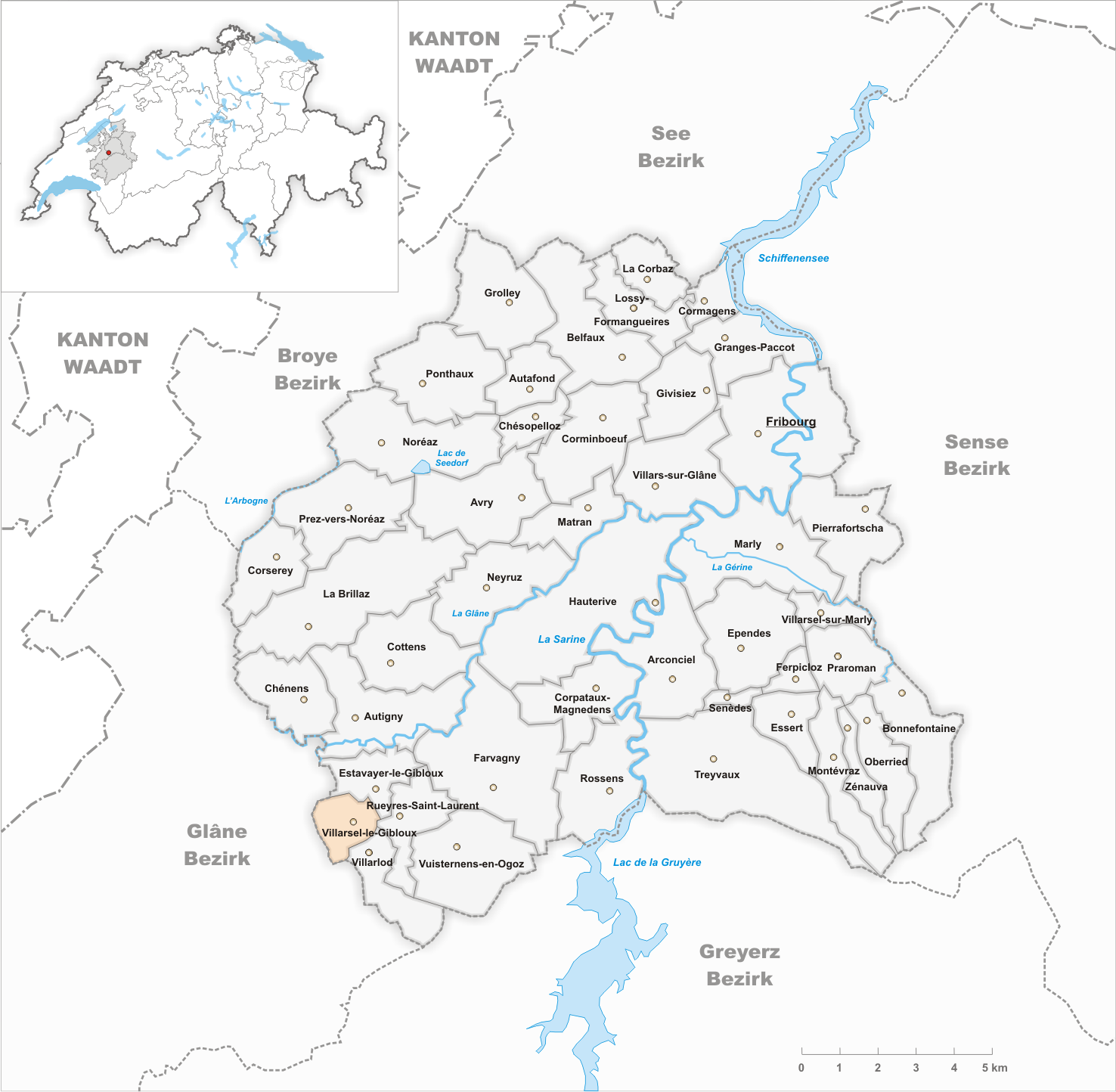
Gemeindestand vor der Fusion am 1. Januar 2003

Villarsel-le-Gibloux (Freiburger Patois Velèji-le-Dzubyàⓘ) ist eine Ortschaft und früher selbständige politische Gemeinde im District de la Sarine (deutsch: Saanebezirk) des Kantons Freiburg in der Schweiz. Der frühere deutsche Name Villarsel am Gibel wird heute nicht mehr verwendet. Am 1. Januar 2003 fusionierte Villarsel-le-Gibloux mit Estavayer-le-Gibloux, Rueyres-Saint-Laurent und Villarlod zur neuen Gemeinde Le Glèbe. Seit 2016 gehört das Dorf zur Gemeinde Gibloux.

## Geographie
Villarsel-le-Gibloux liegt auf 748 m ü. M., 14 Kilometer südwestlich der Kantonshauptstadt Freiburg (Luftlinie). Das Bauerndorf erstreckt sich auf einem leicht nach Norden abfallenden Hang südlich des Tals der Glâne, am Nordwestfuss des Gibloux, im Molassehügelland des Freiburger Mittellandes. Die ehemalige Gemeindefläche betrug rund 2,2 km². Das Gebiet reichte vom Waldgebiet Bois du Vernex südwärts über den Hang von Villarsel-le-Gibloux bis auf die Höhe Bas de Faita (810 m ü. M.) und in das Tal des Baches Glèbe mit seinem linken Zufluss Ruisseau du Guelbe.

## Bevölkerung
Mit 228 Einwohnern (2002) zählte Villarsel-le-Gibloux vor der Fusion zu den kleinen Gemeinden des Kantons Freiburg. Zu Villarsel-le-Gibloux gehören der Weiler Les Golards (752 m ü. M.) westlich des Dorfes und einige Einzelhöfe.
Einwohnerzahlen: Volkszählungsdaten

## Wirtschaft
Villarsel-le-Gibloux war bis in die zweite Hälfte des 20. Jahrhunderts ein vorwiegend durch die Landwirtschaft geprägtes Dorf. Noch heute haben der Ackerbau, die Milchwirtschaft und die Viehzucht einen wichtigen Stellenwert in der Erwerbsstruktur der Bevölkerung. Weitere Arbeitsplätze sind im lokalen Kleingewerbe und im Dienstleistungssektor vorhanden. In den letzten Jahrzehnten hat sich das Dorf auch zu einer Wohngemeinde entwickelt. Viele Erwerbstätige sind deshalb Wegpendler, die hauptsächlich in der Region Freiburg arbeiten.

## Verkehr
Das Dorf liegt abseits der grösseren Durchgangsstrassen an einer Verbindungsstrasse von Estavayer-le-Gibloux nach Villargiroud. Durch einen zu gewissen Tageszeiten ab Farvagny-le-Grand bzw. Rueyres-Saint-Laurent über Villarsel-le-Gibloux verkehrenden Postautokurs ist das Dorf mit dem Bahnhof Cottens verbunden.

## Geschichte
Die erste urkundliche Erwähnung des Ortes erfolgte 1278 unter dem Namen Vilarsel subtus Giblour; von 1403 ist die Bezeichnung Villari Salletti überliefert. Der Bischof von Lausanne liess hier um 1220 ein Schloss erbauen. Villarsel-le-Gibloux bildete in der Folge eine eigene kleine Herrschaft, die später mehrere Besitzerwechsel erlebte und unter dem Einflussbereich der Herrschaft Pont stand. Im Jahr 1447 wurde das Schloss bei kriegerischen Auseinandersetzungen zwischen den Savoyern und den Freiburgern von letzteren zerstört.
1483 kam das Dorf unter die Herrschaft von Freiburg und wurde der Vogtei Pont-Farvagny zugeordnet. Nach dem Zusammenbruch des Ancien Régime (1798) gehörte Villarsel-le-Gibloux während der Helvetik zum Bezirk Romont und ab 1803 zum Bezirk Farvagny, bevor es 1848 mit der neuen Kantonsverfassung in den Saanebezirk eingegliedert wurde. Villarsel-le-Gibloux besitzt keine eigene Kirche, es gehört zur Pfarrei Estavayer-le-Gibloux.
Im Rahmen der seit 2000 vom Kanton Freiburg geförderten Gemeindefusionen entschieden sich die Bewohner von Villarsel-le-Gibloux, Estavayer-le-Gibloux, Rueyres-Saint-Laurent und Villarlod im Jahr 2002 für das Zusammengehen ihrer Gemeinden. Mit Wirkung auf den 1. Januar 2003 trat deshalb die Fusion der Dörfer zur neuen Gemeinde mit dem Namen Le Glèbe in Kraft.